# Зыкина, Людмила Георгиевна
Людми́ла Гео́ргиевна Зы́кина (10 июня 1929, Москва, СССР — 1 июля 2009, Москва, Россия) — советская и российская певица; исполнительница русских народных песен, романсов и эстрадных песен. Герой Социалистического Труда (1987), народная артистка СССР (1973), народная артистка РСФСР (1968), народная артистка Азербайджанской ССР (1972), народная артистка Узбекской ССР (1980), народная артистка Удмуртской АССР (1974), народная артистка Республики Марий Эл (1997), заслуженная артистка Бурятской АССР (1963), лауреат Ленинской премии (1970) и Государственной премии РСФСР им. М. И. Глинки (1983). Кавалер двух орденов Ленина (1979, 1987) и ордена Святого апостола Андрея Первозванного (2004). Художественный руководитель и солистка Государственного академического русского народного ансамбля «Россия» (1977—2009).
Репертуар Зыкиной насчитывал более двух тысяч певческих произведений.

## Биография
Людмила Зыкина родилась 10 июня 1929 года на юго-западной окраине Москвы, в районе Черёмушек, в рабочей семье. Отец Георгий Петрович трудился на хлебозаводе агентом по снабжению, мать Екатерина Васильевна работала нянечкой-санитаркой в больнице. Песня была семейным увлечением; когда собирались родственники, то пели хором. С малых лет умела шить, стирать, готовить. С детства Людмила участвовала в художественной самодеятельности, играла на гитаре и баяне.
До 1942 года училась в школе рабочей молодёжи. В годы войны работала токарем на Московском станкостроительном заводе им. С. Орджоникидзе. Была удостоена почётного звания «Заслуженный орджоникидзовец». После войны работала санитаркой в подмосковном военно-клиническом госпитале им. А. В. Вишневского, а затем швеёй в больнице имени Кащенко. При этом в то время, по собственным признаниям, заветной мечтой как самой Людмилы, так и её отца было стать лётчицей.
Творческая биография началась в 1947 году с участия во Всероссийском конкурсе молодых исполнителей, после прослушивания Владимиром Захаровым её приняли в Государственный академический русский народный хор им. М. Е. Пятницкого. Конкурс в ходе приёма достиг 1500 человек на место, в конце комиссия отобрала четверых: трёх юношей и одну девушку — Людмилу. В хоре Зыкина училась сольному пению у известных в то время певиц Александры Прокошиной и сестёр Клодниных, там же решила никому не подражать, а искать собственную манеру исполнения песни на основе личного её осмысления. Вместе с хором имени Пятницкого Зыкина первый раз побывала за рубежом, выступив в 1948 году на фестивале «Пражская весна» в Чехословакии.
В 1949 году, после смерти матери у певицы пропал голос и пришлось временно уйти из хора, работала в Первой образцовой типографии, но уже через два года стала артисткой Хора русской народной песни Всесоюзного радио (ныне Академический хор русской песни «Песни России» ФГБУ «РГМЦ»). В хоре становление Зыкиной как певицы шло под началом Анны Рудневой. На радио наставницей Зыкиной стала известная исполнительница русских народных песен Ольга Ковалёва. Всего в хорах Зыкина пела 13 лет.
В период становления большое влияние на певческую манеру Зыкиной оказала Лидия Русланова, с которой Зыкина встретилась в самом начале карьеры. По пластинкам Руслановой начинающая певица изучала русское традиционное народное пение, осваивала старинные страдания, частушки, причеты и плачи. У Руслановой Зыкина переняла навык находить в песенном сюжете образную основу для театрализации песни. По благородной манере пения Руслановой Зыкина восприняла культуру точного жеста, правильного движения на сцене, эмоциональной сдержанности и строгости исполнения при сохранении богатства внутреннего содержания и смысла песни. От Руслановой Зыкина научилась «разгадывать душу песни», на её примере осваивала не только вокальные, но и актёрские приёмы.
В 1951 году Зыкина впервые стала солисткой Хора русской песни Всесоюзного радио, хормейстером, затем художественным руководителем, дирижёром и наставником Зыкиной был Николай Кутузов, впоследствии написавший музыку для одной из лучших её песен «Сибирский ленок». В 1952 году Зыкина сольно исполнила свою первую песню «Глазки кари мне моргали» (слова А. Гадалова, музыка Н. Поликарпова). В 1955 году были выпущены первые студийные записи на виниловых пластинках в исполнении солистки Всесоюзного хора радио Людмилы Зыкиной. В те же годы Зыкина записала дуэты с Зинаидой Казаковой в сопровождении хора и оркестра народных инструментов под управлением Н. В. Кутузова. Среди первых записей Зыкиной русские народные песни, в центре сюжета которых стоит полная драматизма судьба русской женщины: «Ой, я вечор то ли девушка», «Ты, сосна моя», «Уж ты, гуленька», «Ой, да на горе калина стояла», «Ай да уж вы, ночи», «Из-за горочки туманник выходит», «Ах, что же ты, мой сизый голубочек», «Не велят Маше на реченьку ходить», «Ах, кабы на цветы да не мороз». А также лирические авторские песни: «Нечётное число» (слова В. Пухначёва, музыка В. Лаптева), «Кукует кукушечка» (сл. и муз. Н. Поликарпова), «Шуми, шуми, дубравушка» (слова Н. Герасимова, музыка А. Абрамского).
В результате многолетней концертной практики Национальный академический оркестр народных инструментов России имени Н. П. Осипова сформировал вокруг себя дружную и творческую атмосферу. Коллектив постоянно сотрудничает как с ведущими музыкантами — певцами, инструменталистами, композиторами и дирижёрами, так и с молодыми исполнителями. В разные годы с оркестром выступали выдающиеся мастера: дирижёры Н. Аносов, А. Гаук, В. Дударова, Г. Рождественский, В. Федосеев; певцы И. Архипова, И. Богачёва, О. Воронец, Л. Зыкина, Л. Русланова, А. Стрельченко, Е. Нестеренко, З. Соткилава, Б. Штоколов, А. Эйзен, Д. Хворостовский, В. Маторин; исполнители на народных инструментах В. Городовская (гусли), А. Цыганков (домра), балалаечники П. Нечепоренко, М. Рожков, А. Тихонов, А. Горбачёв и многие другие музыканты.
Судьбоносные в жизни певицы события и знакомства в творческой среде произошли в 1957 году. Зыкина участвовала во всех конкурсах песни, состоявшихся в честь VI Всемирного фестиваля молодёжи и студентов в Москве. Певица стала лауреатом фестивалей молодёжи Московской области, Москвы, Всесоюзного фестиваля молодёжи. В этом же году у Зыкиной появилась первая специально для неё написанная песня. Начинающий композитор Александр Аверкин сочинил музыку на флотские стихи Виктора Бокова «На побывку едет молодой моряк». Благодаря мастерскому исполнению Зыкиной песня сразу стала популярной, была подхвачена в народе. Вскоре появились ещё две песни Аверкина на слова И. Лашкова: «Отрастил солдат усы» и «Милая мама»; обе они надолго вошли в репертуар Зыкиной. В том же году молодая солистка познакомилась с популярным дуэтом баянистов А. Шалаевым и Н. Крыловым Вместе они записали «Кубеноозёрские частушки» в обработке А. Абрамского. Вместе с баянистами-виртуозами Зыкина потом много ездила по стране и миру с гастролями. В начале 1958 года в составе концертной бригады, организованной Центральным домом работников искусств, Всесоюзным гастрольно-концертным объединением и Всесоюзным радио, Зыкина совершила вояж в города Крайнего Севера и на полярные станции Северного Ледовитого океана. Зыкина пела в Игарке, Дудинке, Тикси, Хатанге, Амдерме и для полярников на открытой годом ранее дрейфующей станции СП-6. За участие в экстремальной поездке Зыкина получила первую серьёзную награду — Почётную грамоту ЦК профсоюза работников культуры «За патриотический поступок и большую работу по культурному обслуживанию полярников в Арктике и на Северном полюсе в 1958 году». В марте 1958 года быстро набирающая популярность певица стала лауреатом конкурса на лучшее исполнение произведений о Советской Армии и Военно-Морском Флоте.
В 1960 году приняла участие во Всероссийском конкурсе артистов эстрады и была удостоена премии 3-й степени среди вокалистов и звания лауреата конкурса. С 1960 года Людмила Зыкина — солистка Москонцерта.
В 1963 году Зыкина впервые исполнила одну из самых известных своих песен, прошедшую через весь её последующий творческий путь — «Течёт река Волга». Распространено мнение, что эта песня на музыку Марка Фрадкина и слова Льва Ошанина в то время стала песенным символом России. Поначалу песня прозвучала в мужском исполнении Владимира Трошина и Марка Бернеса, и лишь затем её начала петь Зыкина. По оценке автора стихов поэта Ошанина, «оказалось, что все три такие разные редакции песни имеют право на существование… Но, пожалуй, наибольшее количество поклонников у Зыкиной, которая поёт эту песню так, как будто она сама её создала. Поёт её, как сама Волга, как сама Россия». Песня была впервые исполнена Зыкиной в программе «Весенние ветры» в саду «Эрмитаж», что отметил журнал «Музыкальная жизнь» № 16 за 1963 год.
В 1968 году Зыкина, завоевавшая авторитет как в народе, так и в советском правительстве, была удостоена звания «Народная артистка РСФСР». К этому времени её творческая деятельность уже широко освещалась в прессе, как в СССР, так и за границей публиковались её интервью и обзорные статьи о ней.
В 1969 году Зыкина выступала с гастролями в ФРГ во главе фольклорной группы «Поющая и танцующая Россия». В Германии за 250 тысяч проданных пластинок Зыкиной вручили золотую пластинку от фирмы «Ариола-Евродиск». Певица представляла СССР в Международном жюри конкурса народной песни на IX Всемирном фестивале молодёжи в Софии (Болгария).
В 1969 году Зыкина окончила Московское музыкальное училище им. М. Ипполитова-Иванова (ныне Государственный музыкально-педагогический институт имени М. М. Ипполитова-Иванова (класс Е. К. Гедевановой), а в 1977 году — Государственный музыкально-педагогический институт имени Гнесиных (ныне Российская академия музыки имени Гнесиных). Своим учителем также считает Н. К. Мешко.
Осенью 1969 года композитор Родион Щедрин впервые предложил Зыкиной исполнить новаторское произведение — ораторию, предназначенное для оперного голоса — «Поэторию». Певица долго отказывалась, мотивируя тем, что не обладает необходимым для оперного пения голосовым диапазоном. Тем не менее композитор был уверен, что Зыкина справится с партией, предназначенной для оперной сцены, при этом сохраняя свежесть и убедительность концертного исполнения, характерную зыкинскую искренность и естественность звучания фольклорного плача. По этим причинам Щедрин считал Зыкину единственно возможной исполнительницей оратории. Историческая новизна «Поэтории» состояла в том, что впервые в советской музыкальной композиции автор ввёл в концертную ораторию церковные колокола, хоры, духовные песнопения о Богоматери. По идеологическим причинам сложное произведение исполнялось в СССР всего несколько раз и с большими организационными проблемами, а пресса практически не давала рецензий о «Поэтории», несмотря на то, что либретто написал поэт Андрей Вознесенский, а за дирижёрским пультом Большого симфонического оркестра Центрального телевидения и Всесоюзного радио стоял Геннадий Рождественский. «Поэтория» была исполнена на Международном фестивале в английском Бостоне и получила признание жюри за высочайший уровень исполнения и оригинальное использование фольклора в симфоническом произведении. Европейский успех «Поэтории» во многом предопределили вокальные возможности Зыкиной.
В 1977 году Зыкина создала Государственный академический русский народный ансамбль «Россия», где была его солисткой и художественным руководителем до конца жизни.
Помимо России, Зыкина была популярна во всех республиках СССР и во многих странах мира: Франции, Америке, Японии.
Зыкина вела педагогическую деятельность — преподавала в Московском государственном институте культуры (доцент (с 1989) и профессор кафедры «Народный хор»), в Российской академии музыки имени Гнесиных. Многие из её учеников стали лауреатами международных и российских конкурсов, заслуженными артистами и педагогами. Сама же она часто приглашалась в жюри фестивалей и конкурсов различных уровней как внутри страны, так и за рубежом.

## Голос, стиль, творческая манера
Голос певицы — полнозвучное, мягкое и тембристое меццо-сопрано. Голос Зыкиной отличал широкий диапазон, мягкий, объёмный, приятный тембр. Красивый низкий грудной регистр сочетался с крепкими верхними нотами. Звучность её голоса богата и разнообразна, при этом пению не были свойственны выкрики и форсировка.
На протяжении всей жизни Зыкина придерживалась народного русского стиля пения, сначала хорового, затем сольного, в сочетании с эстрадной и академической манерой. Широкую известность ей принесли не столько русские народные песни, сколько советские, стилизованные под народные, песни небольших посёлков и рабочих окраин, написанные композиторами М. Фрадкиным, Г. Пономаренко, А. Аверкиным, В. Темновым и Н. Поликарповым, который написал первые сольные песни для неё на стихи А. Гадалова «Глазки кари мне моргали» и «Не спалось мне ночкой долгой».
Самой знаменитой песней стала «Течёт река Волга», прославившая певицу на всём пространстве СССР и за его пределами, став её «визитной карточкой».
По оценкам музыкальных экспертов, исполнение Зыкиной отличает теплота, манера в старинной русской традиции, непосредственность передачи русских песен, что гармонично сочеталось и с внешним обликом красивой, дородной певицы. Зыкиной не были присущи нарочитость, штамп, внешние эффекты. Душевность её исполнения и простота выразительных средств имели корни в глубоком понимании художественного образа песни. Слушателей подкупали искренность исполнения и богатый вокальный арсенал певицы.

## Песенный репертуар
В репертуаре певицы было более 2 тысяч русских народных песен, произведений современных композиторов, русских романсов, а также песни народов мира. Записаны дуэты с Юлианом, М. Алмондом, Н. Расторгуевым, М. Кизиным.
В 1968 году исполнила вокальную партию в «Поэтории» Р. К. Щедрина. В юбилейном 1970 году принимала участие в исполнении ещё одного сочинения Р. Щедрина — оратории «Ленин в сердце народном». Это произведение было удостоено Государственной премии СССР.
Кроме того, в разные годы певицей были созданы тематические концертные программы: «Тебе, женщина», «Вам, ветераны», «Вечер русской песни и романса», «Русские народные песни», «Героям космоса посвящается», «Лишь ты смогла, моя Россия» и целый ряд других.

## Болезнь и смерть
Певица долго и тяжело страдала сахарным диабетом, в 2007 году перенесла тяжёлую операцию имплантации тазобедренного сустава. В результате осложнений диабета у Зыкиной развилась острая сердечно-почечная недостаточность. 25 июня 2009 года она была доставлена в тяжёлом состоянии в реанимацию, за несколько дней до смерти перенесла инфаркт, а 1 июля 2009 умерла в возрасте 80 лет.
Прощание с Людмилой Зыкиной проходило 3 июля в Концертном зале имени П. И. Чайковского в Москве. Отпевание состоялось 4 июля в Храме Христа Спасителя. С воинскими почестями певицу похоронили в тот же день на Новодевичьем кладбище в Москве.

## Личная жизнь
- Первый муж (с 22 лет) — Владлен Позднов[41][42]
- Второй муж — Евгений Свалов, фотограф[41][42] (журнал «Советский воин», издательство «Планета», «Искусство кино», издательство «Внешторгиздат», фирма «Мелодия»)
- Третий муж — Владимир Петрович Котёлкин, преподаватель иностранных языков[41][42]
- Четвёртый муж — Виктор Фёдорович Гридин (1943—1997), баянист-виртуоз, композитор, дирижёр, народный артист РСФСР (1987), с которым прожила 17 лет[41][42][43]
- В пятидесятых годах несколько лет прожила в гражданском браке с Александром Аверкиным[41][42]
- Детей у Людмилы Зыкиной не было[42][44]

## Дополнительные факты
- Со Сталиным она познакомилась, когда пела в хоре имени М. Пятницкого. Как-то после концерта в Кремле он решил сфотографироваться с любимым ансамблем и случайно встал рядом с юной солисткой Л. Зыкиной. Близко не дружила, но была в хороших отношениях с Л. Брежневым и Н. Хрущёвым.
- Зыкина с министром культуры СССР Екатериной Фурцевой любили в одной компании ходить в баню. Так случилось, что вечером, накануне смерти Фурцевой, они тоже вместе парились в русской бане. Зыкина поехала домой готовиться к поездке в Горький, а Фурцева отправилась на банкет по случаю юбилея Малого театра. Ночью министр позвонила Зыкиной и попросила быть осторожней в дороге, голос у неё был грустный и печальный. На следующий день рано утром певица уехала на машине в Горький, а днём ей сообщили о смерти подруги. Зыкина тут же вернулась в Москву[12].
- В 1991 году певица наряду с рядом политиков и деятелей культуры подписала «Слово к народу» — обращение, опубликованное в газете «Советская Россия», с критикой курса М. Горбачёва и Б. Ельцина.
- Существует региональный благотворительный общественный Фонд Людмилы Зыкиной, директором которого с 2001 года является М. Кизин.
- В 2006 году приняла участие в работе по подготовке к изданию второй книги из серии «Автограф века». За полгода певица подписала 250 листов с её репринтно воспроизведённым обращением к будущим поколениям.
- Зыкина побывала на гастролях в 92 странах мира[45][46].
- Певица рассказывала, что бо́льшую часть жизни проездила на «Волге», хотя всегда хотела ездить на «Пежо». У певицы был и «Мерседес», но его угнали[47].
- 3 марта 2012 года наследник певицы племянник Сергей Зыкин выставил на торги через аукционный дом «Гелос» ювелирные изделия, принадлежащие певице[48]. Нижняя оценка представленных 25 украшений составила 11 миллионов рублей, а итоговые суммы продаж превысили 31 миллион рублей[49]. Как сообщалось, все вырученные от продажи украшений средства должны были пойти на увековечение памяти певицы. Но по жалобе родственников результаты торгов были аннулированы и драгоценности вернулись С. Зыкину, который позже исчез[50].

## Дискография

### Виниловые пластинки
Общий тираж выпущенных пластинок с песнями Зыкиной превышает шесть миллионов экземпляров.

### CD
- Течёт река Волга, Союз, 1996 г. Выпущен к 50-летию творческой деятельности.
- А любовь всё жива, Мелодия, 1996 г.
- Любовь моя, моя Россия (Людмила Зыкина, Виктор Гридин, Владимир Красноярцев, ГАРНА «Россия»), Great Hall (лейбл), 2000 г.
- Grand Collection. Людмила Зыкина, Квадро-Диск, 2003 г.[53]
- Я люблю Вас… Людмила Зыкина. Антология вокального искусства. Коллекция на 20 дисках. Региональный благотворительный общественный фонд «Фонд Людмилы Зыкиной», 2004 г.
- Великие исполнители России XX века. Людмила Зыкина, диск 1, 2, Moroz Records, 2004 г.
- Людмила Зыкина. Любимые песни, Парк-Рекордз, 2004 г.
- Отчалившая Русь (Людмила Зыкина, Михаил Кизин, ГАРНА «Россия»), Парк-Рекордз, 2004 г.
- Людмила Зыкина. 60 лет Победы, Парк-Рекордз, 2005 г.
- О, мой Бог… (Людмила Зыкина, ГАРНА «Россия», Михаил Кизин), Парк-Рекордз, 2005 г.
- 100 русских народных песен (Людмила Зыкина, ГАРНА «Россия»), часть 1, 2, Мистерия Звука, 2005 г.
- Серия «MP3 Коллекция. Антология вокального искусства». Людмила Зыкина, CD 1, 2, 3, 4, РАО, Первое музыкальное, РМГ Рекордз, 2006 г.
- Людмила Зыкина. Русские народные песни, часть 1, 2, ООО «Бомба Мьюзик», 2007 г.
- Людмила Зыкина — Золотая коллекция. Лучшие песни. Оренбургский пуховый платок. Best Player. 2018 г.[54]
- Людмила Зыкина — 20 песен о любви. Течёт река Волга. Best Player. 2018 г.[55]
- Людмила Зыкина — Лебединая любовь | Золотая коллекция. Лучшие песни. Best Player. 2018 г.[56]

## Клипы
- 1999 — «Мать и сын» (дуэт с Юлианом)

## Награды

### Почётные звания
- Заслуженная артистка Бурятской АССР (1963)[57]
- Заслуженная артистка РСФСР (14 октября 1963 года) — за заслуги в области советского вокального искусства[58]
- Народная артистка РСФСР (22 августа 1968 года) — за заслуги в области советского вокального искусства[59]
- Народная артистка СССР (30 марта 1973 года) — за большие достижения в развитии советского музыкального искусства[60]
- Народная артистка Азербайджанской ССР (10 октября 1972 года) — за заслуги в развитии и популяризации многонационального советского искусства[61]
- Народная артистка Удмуртской АССР (1974)
- Народная артистка Узбекской ССР (1980)
- Народная артистка Республики Марий Эл (1997)[62][63]
- Почётный профессор Оренбургского государственного университета (1998)
- Почётный профессор Ленинградского государственного областного университета (1999)
- Академик гуманитарных наук Краснодарской академии культуры (ныне Краснодарский государственный институт культуры) (2000)
- Почётный профессор Московского государственного университета (2002)
- Заслуженный орджоникидзовец
- Почётный матрос.

### Государственные награды Российской Федерации и СССР
- Герой Социалистического Труда (4 сентября 1987 года) — за большие заслуги в развитии советского музыкального искусства[64]
- Орден Святого апостола Андрея Первозванного (12 июня 2004 года) — за выдающийся вклад в развитие отечественной культуры и музыкального искусства[65]
- Орден «За заслуги перед Отечеством» I степени (10 июня 2009 года) — за выдающийся вклад в развитие отечественной музыкальной культуры и многолетнюю творческую и общественную деятельность[66]
- Орден «За заслуги перед Отечеством» II степени (10 июня 1999 года) — за выдающиеся заслуги в области культуры и большой вклад в развитие народного песенного творчества[67]
- Орден «За заслуги перед Отечеством» III степени (25 марта 1997 года) — за заслуги перед государством и большой личный вклад в развитие отечественного музыкального искусства[68]
- Два ордена Ленина (8 июня 1979 года) — за большие заслуги в развитии советского музыкального искусства[69], (4 сентября 1987 года)
- Орден «Знак Почёта» (27 октября 1967 года) — за заслуги в развитии советского искусства, активное участие в коммунистическом воспитании трудящихся и многолетнюю плодотворную работу в учреждениях культуры[70]
- Медаль «За доблестный труд в Великой Отечественной войне 1941—1945 гг.» (1945)
- Медаль «За оборону Москвы»[71]
- Медаль «За доблестный труд. В ознаменование 100-летия со дня рождения Владимира Ильича Ленина» (1970)
- Медаль «Тридцать лет Победы в Великой Отечественной войне 1941—1945 гг.» (1975)
- Медаль «Сорок лет Победы в Великой Отечественной войне 1941—1945 гг.» (1985)
- Медаль «50 лет Победы в Великой Отечественной войне 1941—1945 гг.» (1995)
- Медаль «60 лет Победы в Великой Отечественной войне 1941—1945 гг.» (2005)
- Медаль «Ветеран труда»
- Медаль «В память 850-летия Москвы» (1997)
- Почётная Грамота Президиума Верховного Совета РСФСР (8 июня 1989 года) — за многолетнюю плодотворную творческую деятельность[72]
- Почётная грамота Правительства Российской Федерации (9 июня 1999 года) — за большой личный вклад в развитие отечественной музыкальной культуры и многолетний творческий труд[73]
- Ленинская премия (9 апреля 1970 года) — за концертные программы «Песни советских композиторов», «Тебе, женщина!», «Старинные русские народные песни»[74]
- Государственная премия РСФСР имени М. И. Глинки (14 декабря 1983 года) — за концертные программы 1980—1982 годов[75]
- Премия МВД России (2001)[76]

### Призы и премии
- Лауреат VI Всемирного фестиваля молодёжи и студентов (Москва, 1957)
- Лауреат конкурса на лучшее исполнение произведений о Советской Армии и Флоте (1958)
- Победительница Всероссийского конкурса артистов эстрады (1960)
- Приз на Международной ярмарке грамзаписи и музыкальных изданий (MIDEM) в Каннах — за наибольший тираж пластинок, пропагандирующих народную музыку (1968)
- «Золотой диск» звукозаписывающей компании Ariola-Eurodisc (ФРГ, 1969)
- «Янтарный диск» на Международной ярмарке грамзаписи и музыкальных изданий (MIDEM) в Каннах (1974)
- Приз «Золотой диск» фирмы «Мелодия» — за запись народных песен «Степь да степь кругом», «Тонкая рябина», «Вот мчится тройка почтовая» (1982)
- Международная премия святых равноапостольных Кирилла и Мефодия (Московский патриархат, Славянский фонд России, 1998)
- Премия «Овация» (1999, 2004)
- Премия «Сокровищница Родины» (журнал «Родина», 2004)[77]
- Национальная премия общественного признания достижений женщин «Олимпия» (Российская академия бизнеса и предпринимательства, 2005)[78].
- Премия в области вокально-хорового искусства имени Г. Ф. Пономаренко (администрация Краснодарского края, 2006)[79].

### Общественные награды
- Почётная грамота ЦК профсоюза работников культуры «За патриотический поступок и большую работу по культурному обслуживанию полярников в Арктике и на Северном полюсе в 1958 году»
- Почётная медаль Правления Советского фонда мира (1976)
- Золотая медаль Правления фонда мира (1984)
- Почётный знак Международной корпорации «Славянский базар» (1996)
- Золотая медаль «За миротворческую и благотворительную деятельность» (Международная ассоциация фондов мира, 1999)
- Орден «Меценат столетия» — за возрождения России, сохранения отечественной культуры (2004)
- Орден «Национальное достояние» — за выдающийся вклад в российскую культуру (2006)
- Награда общественного признания — орден Преображения (2007)[80]

### Ордена, медали и звания иностранных государств
- Орден «За эстетическое воспитание молодёжи» (Франция, 1965) — за миллионный тираж пластинок, способствующий популяризации песен в среде французской молодёжи[81]
- Орден «За художественное воспитание» (Франция, 1974) — за служение искусству и за укрепление франко-советской дружбы [82]
- Почётное звание «Заслуженный активист» (ГДР, 1978)
- Медаль Дружбы (Вьетнам, 1980)[83]
- Юбилейная медаль «50 лет Целине» (Казахстан, 2004)[84]

## Фильмография

### Фильмы и концерты, киножурналы[85][86][87]
- 1961 — «Поёт Людмила Зыкина» — музыкальная передача, автор и ведущий В. Дёмин, реж. Н. Хробко. О жизни и творчестве певицы Л. Зыкиной рассказывает ведущий В. Дёмин. В исполнении Зыкиной русские народные песни и песни Г. Пономаренко, В. Чумакова и др. Песни звучат в сопровождении Ансамбля народных инструментов под управлением Р. Мацкевича и дуэта баянистов Н. Глубокого и Б. Уварова. Студийная съёмка[88]
- 1962 — «Праздничное эстрадное представление. Земля-космос-Земля» — фильм-концерт, Главная редакция музыкальных программ. Этот праздничный концерт впервые был посвящён Дню космонавтики. В исполнении Л. Зыкиной звучит песня «На побывку едет молодой моряк»[89]
- 1962 — «Голубой огонёк» — фильм-концерт, «ЦТ СССР». Исполнение песен «На побывку едет молодой моряк», «Милая мама»
- 1963 — «Голубой огонёк» — фильм-концерт, «ЦТ СССР», реж. Э. Абалян. Исполнение песни «Вьюга»
- 1963 — «По Советскому Союзу № 12» — киножурнал, киностудия: ЦСДФ, режиссёр: С. Репников. Композитор М. Г. Фрадкин, автор песни «Течет Волга», за роялем. Песню исполняет Л. Г. Зыкина (синхронно).[90]
- 1964 — «Поёт заслуженная артистка РСФСР Людмила Зыкина» — музыкальная передача, реж. Н. Хробко. В исполнении Л. Зыкиной звучат русские народные песни и песни Н. Поликарпова, А. Аверкина, М. Фрадкина и др. В передаче принимают участие инструментальный дуэт — заслуженный артист РСФСР А. Шалаев и Н. Крылов, заслуженный артист РСФСР М. Филин (балалайка), Н. Кузнецов (гитара) и ансамбль народных инструментов. Студийная съёмка[91]
- 1964 — «Новости дня / хроника наших дней № 14» — композитор М. Фрадкин репетирует с певицей Л. Зыкиной новую песню «Солдатская вдова». Л. Зыкина выступает на концерте в Колонном зале Дома Союзов. Киножурнал № 11377, студия: ЦСДФ (РЦСДФ), режиссёр: Л. Махнач[92]
- 1964 — «Соберите Венеру» — музыкальный фильм, «ЦТ СССР», реж. Ю. Сааков. Исполнение песни «Течёт река Волга»
- 1964 — «Когда песня не кончается» — фильм-концерт, «Ленфильм», реж. Р. Тихомиров. Исполнение песни «А любовь, как сон, стороной прошла» («Там, где клён шумит»)
- 1964 — «Голубой огонёк» — фильм-концерт, «ЦТ СССР», реж. Э. Абалян. Исполнение песни «Течёт река Волга»[93]
- 1964 — «Голубой огонёк» — фильм-концерт, «ЦТ СССР», реж. Э. Абалян. Исполнение песни «Рязанские мадонны»
- 1966 — «Голубой огонёк» — фильм-концерт, «ЦТ СССР». Исполнение песни «Степи, степи»
- 1967 — «Оренбургский пуховый платок» — к/п ОПФ, в исполнении Л. Зыкиной звучит песня «Оренбургский пуховый платок», композитор — Григорий Пономаренко, слова — Виктор Боков[94]
- 1968 — «Голубой огонёк» — фильм-концерт, «ЦТ СССР». Исполнение песни «Дорожкой зимнею»
- 1968 — «Голубой огонёк» — фильм-концерт, «ЦТ СССР». Исполнение песни «Зимушка»
- 1969 — «Голубой огонёк» — фильм-концерт, «ЦТ СССР». Исполнение песен «Звёзды России», «Маме»
- 1969 — «Похищение» — фильм-концерт, творческое объединение «Экран», Гостелерадио СССР, реж. Ю. Сааков. Исполнение песни «Под дугой колокольчик поёт»
- 1970 — «Голубой огонёк» — фильм-концерт, «ЦТ СССР». Исполнение песни «Сидят в обнимку ветераны»
- 1970 — «Голубой огонёк» — фильм-концерт, «ЦТ СССР». Исполнение песни «Ветераны»
- 1970 — «Поёт Людмила Зыкина» — концерт певицы Л. Зыкиной и Государственного академического русского народного оркестра имени Н. П. Осипова. Дирижёр — Виктор Дубровский. В программе русские народные песни и песни советских композиторов[95]
- 1970 — «Страна Советская № 3» — киножурнала, киностудия: ЦСДФ. режиссёр: З. Тузова Операторы: И. Коровкин, Г. Епифанов, П. Касаткин, Л. Михайлов. Людмила Зыкина на занятиях со студентами в музыкальном училище имени Ипполитова-Иванова (синхронно), выступает перед рабочими завода «Станколит» (синхронно).[96]
- 1971 — «Я пою о Родине своей» —Песню композитора Алексея Экимяна на стихи Ольги Фадеевой исполняет Людмила Зыкина. Запись в павильоне[97]
- 1973 — «Композиторы за роялем. Марк Фрадкин», реж. А. Масленников. Композитор Марк Фрадкин рассказывает об истории создания своих популярных песен. Исполнение песни «Течёт река Волга», за роялем М. Фрадкин[98][99]
- 1975 — «Голубой огонёк» — фильм-концерт, «ЦТ СССР». Исполнение песни «Материнская память»
- 1975 — «Разве можно любить» — фильм-концерт, посвящённой 30-летию Победы над фашизмом, звучат песни военных лет, современные песни в исполнении Людмилы Зыкиной и стихотворения А. Твардовского в исполнении Ивана Любезнова. При участии Академического оркестра русских народных инструментов ЦТ и ВР, дирижёр — Николай Некрасов, и баянистов — Анатолия Шалаева и Николая Крылова. Передача построена в форме беседы Л. Зыкиной и И. Любезнова[100]
- 1976 — «Мелодия. Песни Александры Пахмутовой» (короткометражный) — музыкальный фильм, творческое объединение «Экран», реж. Л. Пекур. Исполнение песни «Смоленская дорога»
- 1976 — «Песня-76» — музыкальный фестиваль, «ЦТ СССР». Исполнение песни «Мать-земля моя». Видеозапись данного выступления безвозвратно утеряна[101]
- 1977 — «Песня-77» — музыкальный фестиваль, «ЦТ СССР». Исполнение песни «Помнят люди». Промежуточные выпуски — «Песня матери», «Горят закаты», «Память матери»
- 1977 — «Песни Марка Фрадкина» — фильм-концерт, творческое объединение «Экран». Исполнение песни «Течёт река Волга»
- 1977 — «Антология советской песни. Годы мирных свершений» — фильм-концерт, творческое объединение «Экран», реж. В. Македонский. Исполнение песни «Течёт река Волга»
- 1978 — «На концерте Людмилы Зыкиной» — фильм-концерт, «Центральная студия документальных фильмов», реж. В. Катанян[102]. Биографический фильм о Л. Зыкиной
- 1981 — «Песня-81» — музыкальный фестиваль, «ЦТ СССР». Исполнение песни «Руки Родины».
- 1981 — «Песни композитора Евгения Жарковского» — фильм-концерт, ТО «Экран», Гостелерадио СССР, реж. В.Граветеле. Передача, посвященная творчеству композитора Евгения Жарковского. «Женька» и «Песня о моей России» в исполнении Л.Зыкиной.[103]
- 1982 — «Песня-82» — музыкальный фестиваль, «ЦТ СССР». Исполнение песни «Где ты, где ты, отчий дом».
- 1982 — «Голубой огонёк» — фильм-концерт, «ЦТ СССР». Исполнение песни «Берёзка».
- 1983 — «Всем поколениям петь!» — фильм-концерт, творческое объединение «Экран», Гостелерадио СССР, реж. Ю. Сааков. В исполнении Л. Зыкиной и Государственного ансамбля русских народных инструментов «Россия» под управлением заслуженного артиста РСФСР В. Гридина звучат песни М. Чистова, Г. Пономаренко, Е. Птичкина и А. Пахмутовой. Съёмки на природе[104]
- 1983 — «Ты тоже родился в России» — фильм-концерт, ТО «Экран», Гостелерадио СССР, реж. Ю. Сааков. В исполнении Л. Зыкиной и Государственного ансамбля русских народных инструментов «Россия» под управлением В. Гридина песни Г. Пономаренко, В. Темнова, Е. Птичкина, Е. Мартынова. Натурная съёмка[105]
- 1983 — «Голубой огонёк» — фильм-концерт, «ЦТ СССР». Исполнение песни «Паутиночка»
- 1983 — «Голубой огонёк» — фильм-концерт, «ЦТ СССР». Исполнение песни «Пыль столбом (Тройка)»
- 1983 — «Слушайте, если хотите…» — фильм-концерт, творческое объединение «Экран», Гостелерадио СССР, реж. Ю. Сааков. Старинные романсы и вальсы звучат в исполнении Л. Зыкиной и Государственного республиканского ансамбля «Россия» под управлением В. Гридина. В программу включено интервью с Л. Зыкиной[106][107]
- 1983 — «Песня о Днепре» — концертная программа из цикла «Салют победы» посвящена 40-летию освобождения города Киева от немецко-фашистских захватчиков. В программе песни советских композиторов, украинские народные песни и танцы в исполнении Ансамбля песни и пляски Киевского военного округа п/у А. Пустовалова, Государственного ансамбля народного танца УССР им. П. Вирского, Государственной заслуженной капеллы бандуристов Украины п/у Н. Гвоздя, Военного оркестра штаба Киевского военного округа п/у А. Кузьменко, певцов А. Мокренко, Л. Зыкиной (исполнение песни «Киев-красное солнышко»), А. Соловьяненко, Д. Гнатюка, Н. Оберенко, М. Стефюк, Н. Гнатюка. Съёмки на местах сражений, улицах и площадях Киева. Автор сценария — Виктор Мееровский. Режиссёр — Виктор Черкасов. Оператор — Александр Платонов[108]
- 1983 — «Песнь о границе. Концерт к 65-летию пограничных войск» — фильм-концерт, Главная редакция музыкальных программ, Гостелерадио СССР. Исполнение песни «Тихо всё»[109]
- 1984 — «Как не любить мне эту землю… Песни Валентина Левашова» — фильм-концерт, творческое объединение «Экран», Гостелерадио СССР. Исполнение песен «Степи, степи» и «Как не любить мне эту землю» из кинофильма «Крестьяне».[110]
- 1985 — «Песня — бойцу» — фильм-концерт, творческое объединение «Экран», Гостелерадио СССР, реж. Ю. Сааков. Людмила Зыкина вспоминает военные годы. Прозвучали песни М. Блантера, В. Захарова, А. Лепина, С. Туликова, Б. Фомина, Т. Хренникова и неизвестных авторов на слова А. Алёхина, П. Германа, А. Казьмина, Ф. Кравченко, К. Симонова, Г. Ходосова.
- 1985 — «Песня-85» — музыкальный фестиваль, «ЦТ СССР». Промежуточный выпуск — «Огонёк» (?)
- 1985 — «Все песни в гости» — певица Л. Зыкина рассказывает о своих зарубежных гастролях и исполняет песни народов мира. В передаче в исполнении Людмилы Георгиевны звучат песни народов мира — японские, норвежские, немецкие, вьетнамские и датские. «Песня побережья» /народная японская песня/ «На ранней зорьке» /югославская народная песня/ «Ни злата, ни серебра» /норвежская народная песня/ «О, новая весна» /вьетнамская народная песня/ «То был субботний вечер» /датская народная песня/ «Ты моя единственная» /исландская народная песня/ «На прекрасном зелёном лугу» /немецкая народная песня/ Исполнитель: Людмила Зыкина (вокал)[111][112]
- 1985 — «Голубой огонёк» — фильм-концерт, «ЦТ СССР». Исполнение песни «Тёмно-вишнёвая шаль».
- 1985 — «Краснодар. Штрихи к портрету» — документальный фильм, в котором рассказывается о гастролях Л.Зыкиной в Краснодаре и о дружбе с Григорием Пономаренко. В исполнении Л. Зыкиной звучит песня «Растёт моя берёзка в Краснодаре»[113]
- 1986 — «Голубой огонёк» — фильм-концерт, «ЦТ СССР». Исполнение песни «Песня о весне»
- 1986 — «Только голос» — фильм-концерт, творческое объединение «Экран», Гостелерадио СССР, реж. Ю. Сааков. О традициях русского народного пения без сопровождения рассказывает Л. Зыкина. В исполнении певицы звучат русские народные песни[114]
- 1986 — «Мечтой любви, мечтой прекрасной» — фильм-концерт, ТО «Экран», Гостелерадио СССР, реж. Ю. Сааков. Старинные русские романсы звучат в исполнении Л. Зыкиной и Государственного республиканского ансамбля «Россия» под управлением В. Гридина[115]
- 1986 — «Песня о России» — музыкально-поэтическое представление, посвящённое XXVII съезду КПСС. Исполнение песни «Какое прекрасное имя — Россия»[116]
- 1987 — «Советский Урал № 16» — киножуранл, студия: Свердловская студия кинохроники, режиссёр: Т. Васильева. 92 года Т. С. Мальцеву. У него в гостях Л.Зыкина.[117]
- 1988 — «Дом на площади Коммуны. (К/о „Советский воин“ № 2)» — об истории и работе Центрального дома Советской Армии имени М. В. Фрунзе. Л. Зыкина со своим ансамблем выступает перед солдатами[118]
- 1989 — «Концерт Людмилы Зыкиной, посвящённый 60-летию со дня рождения и 40-летию творческой деятельности» — приглашаем зрителей в Государственный центральный концертный зал «Россия» на юбилейный концерт Л. Зыкиной в честь 40-летия её творческой деятельности. В программе принимает участие Государственный академический русский народный ансамбль «Россия» п/у В. Гридина. Ведущие концерта — Ф. Чеханков и А. Вовк[119]
- 1995 — «Здесь мой причал и здесь мои друзья» — концерт для ветеранов к 50-летию Победы в Великой Отечественной войны. Главным инициатором и организатором, которого была народная артистка СССР Л. Зыкина. Исполнение песен «Снег седины», «Вальс фронтовых подруг», «Течёт река Волга»[120]
- 1995 — «Юбилейный концерт к 60-летию композитора А. Аверкина». Исполнение песни «Учись людей любить».
- 1995 — «Новогоднее караоке на канале НТВ». Ведущий Л. Парфёнов. Исполнение песен «Оренбургский пуховый платок» («ансамбль Квартал») с Софи Окран, «Есаул» с О. Газмановым.
- 1995 — «Песни нашего двора». Руководитель проекта Народная артистка СССР Людмила Зыкина. Исполнение песен «Я лечу над Россией», «Поклонимся великим тем годам», «Россия вспомни о себе», «Мать и сын» с Юлианом, «Наш дом Россия» с И. Николаевым.
- 1996 — «Концерт к 100-летию певицы Изабеллы Юрьевой». Изабеллу Юрьеву поздравляет Людмила Зыкина, и дарит ей оренбургский платок и исполняет песню «Кабы были златы крылышки».
- 1996 — «Умереть от счастья и любви», «Яуза ТВ-продакшн», РТР, реж. Л. Орлова, И. Шурупов.
- 1996 — «Концерт Л. Зыкиной в Сосновоборске»[121]
- 1997 — «Десять песен о Москве» — фильм-концерт, «Мастер Тэйп», реж. Д. Файзиев. Исполнение гимна города Москвы — Дорогая моя столица («Моя Москва»)
- 1997 — «Концерт, посвящённый 50-летию творческой деятельности Л. Зыкиной». В исполнении Л. Зыкиной звучат русские народные песни и песни советских композиторов, звучат песни военных лет[122]
- 1997 — «Юбилейный концерт Иосифа Кобзона». Исполнение песни «А где мне взять такую песню».
- 1997 — «Концерт памяти Г. Ф. Пономаренко». Исполнение песен «Ивушка», «Я лечу над Россией», «Что было, то было», «Ах, ты золотая моя осень» (последняя песня композитора Г. Пономаренко).
- 1997 — «Концерт Л. Зыкиной и ансамбля „Россия“ в Угличе»[123]
- 1999 — «Юбилейный вечер, посвящённый 85-летию В. Ф. Бокова». Исполнение песен «Оренбургский пуховый платок», «А любовь все жива», «Что сделать я должна, скажи, Россия», «Ой, да перевозчик (Памяти матери)», «На побывку едет молодой моряк»
- 1999 — «Юбилейный концерт к 70-летию творческой деятельности Л. Зыкиной». На концерте звучат русские народные песни и песни советских композиторов, и песни военных лет[124]
- 1999 — «Золотой Шлягер-99» в Могилёве, Беларусь. Исполнение песен «Течёт река Волга», «Я лечу над Россией»
- 2000 — «Новогодняя ночь на Первом канале». Исполнение песни «Нежность (Опустела без тебя земля)» с Т. Булановой
- 2000 — «Концерт Л. Зыкиной и ансамбля „Россия“ на вечере памяти Виктора Фёдоровича Гридина». Исполнение песен «А я лишь теперь понимаю», «Надежда, Вера и Любовь»
- 2000 — «Концерт Л. Зыкиной в Киеве». Исполнение песен «Песня про Киев», «Эх, вы сани, сани», «Ты — рядом», «Сибирский ленок», «Ах, если бы Земля умела говорить», «Степь одна кругом глухая», «Киев — Красное Солнышко»
- 2003 — «Концерт Л. Зыкиной и ансамбля „Россия“ в городе Курске на закрытии фестиваля имени Виктора Фёдоровича Гридина»[125]
- 2004 — «Юбилейный концерт Аллы Баяновой „Лети, моя песня“». Аллу Баянову поздравляет Людмила Зыкина. Исполнение песни «А я лишь теперь понимаю»
- 2004 — «Судьба моя — Россия» — юбилейный концерт, посвящённый 75-летию Л. Зыкиной. В исполнении Л. Зыкиной звучат русские народные песни и песни советских композиторов, звучат песни военных лет
- 2004 — «Концерт Л. Г. Зыкиной в Екатеринбурге по приглашению Екатеринбургской Епархии»
- 2009 — «Вспоминая Людмилу Зыкину» — запись концерта 1989 года в Концертном зале «Россия» с Государственным Русским народным ансамблем «Россия»[126]

### Радиопередачи о Людмиле Зыкиной и записи концертов, с её участием
- 1964 — «Всесоюзное радио — Музыкально-поэтический диалог певицы Л.Зыкиной и поэта В.Бокова»[127]
- 1971 — «Концерт Людмилы Зыкиной записанный коллекционером Дмитрием Гурьяновым». Запись на плёнке коллекционера Д. Н. Гурьянова[128]
- 1982 — «Песня-жизнь моя» — музыкальная радиопередача о творчестве выдающейся певицы, исполнительницы русских народных песен, романсов, эстрадных песен, народной артистки СССР, Героя Социалистического Труда, художественного руководителя и солистки Государственного академического русского народного ансамбля «Россия» — Людмилы Зыкиной[129]. Автор и ведущая — Людмила Зыкина[130][131][132]
- 1985 — «В рабочий полдень» — встреча с Людмилой Зыкиной. Ведущая Л. Дубовцева[133]
- 1986 — «В рабочий полдень» — встреча с Людмилой Зыкиной. Ведущая Л. Дубовцева[134]
- 1987 — «Концерт Л. Зыкиной и ансамбля „Россия“» — редкая запись с концертного зала[135][136][137]
- Агашина М. — Стихи и песни — (исп.: Л.Зыкина, О.Воронец, Л.Симонова). — Растёт в Волгограде берёзка. (Г. Пономаренко) — О моём солдате. (Е. Жарковский) — Подари мне платок. (Г. Пономаренко) — Что было, то было. (Г. Пономаренко). Стихи читает автор — Маргарита Агашина[138]
- 1999 — «Творческий вечер поэта Виктора Бокова — Я назову тебя Зоренькой»[139]

### Фильмы о Людмиле Зыкиной
- 1984 — «Камера смотрит в мир» — гостья студии Людмила Зыкина рассказывает о своём детстве и Великой Отечественной войне. Ведущий — писатель Генрих Боровик[140]. Исполнение песен «Соловей, кукушку уговаривал», «Настрой на память сердце»
- 1992 — «Людмила Зыкина. Портрет на фоне» — автор и режиссёр Л. Парфёнов
- 1992 — «Телескоп» — передача о лучших телевизионных программах, выходившая на советском и российском телевидении с 1985 по 1998 год. Этот выпуск знакомит с новым поколением телеведущих: Игорем Угольниковым, Леонидом Парфёновым и Константином Эрнстом. Леонид Парфёнов (фрагмент программы, заседание депутатов. Людмила Зыкина с трибуны, — о телевидении). Людмила Зыкина о группе «Битлз».
- 1993 — «Передача Автограф» — ретро-диалог (автор и режиссёр) С. Новиков (перед гастролями в Смоленске)
- 1994 — «Этот известный неизвестный. Людмила Зыкина»
- 1997 — «„Герой дня“: Людмила Зыкина» — прославленная советская и российская певица Людмила Зыкина рассказала о начале творческого пути, решении связать свою жизнь с музыкой и отношении к многочисленным слухам о себе
- 1997 — «Час Пик» — актуальное интервью, гость программы — певица Людмила Зыкина. Ведущий: Андрей Разбаш
- 1997 — «Жизнь замечательных людей. Людмила Зыкина. Я люблю вас….» — автор и режиссёр А. Опрышко
- 1998 — «Урмас Отт с…»
- 1999 — «Звезды России № 4 „Я люблю Вас“» — киножурнал посвящён юбилею великой русской певицы Людмилы Зыкиной, киножурнал № 14810, студия: ЦСДФ (РЦСДФ), режиссёр: Т. Чубакова[141]
- 1999 — «Программа „Подробности“»
- 1998 — «Старая квартира. 1974 год. Часть вторая» — авторская программа Григорий Гурвич. О гастролях Людмилы Зыкиной и ансамбле «Битлз»
- 1999 — «Абажур» — авторская телепрограмма Андрея Макаревича
- 1999 — «Здесь и сейчас» — телепередача из Концертного зала «Россия», посвящённая юбилею певицы Людмилы Зыкиной. Людмилу Зыкину поздравляют Александр Лебедь, Эдуард Россель, Дмитрий Язов, Игорь Моисеев[142]
- 2000 — «Людмила Зыкина. Жизнь как песня» — кинокомпания «DIXI» по заказу ОАО «Телекомпания HTB», ведущий Л. Парфёнов, реж. С. Раздорский
- 2000 — «Старый телевизор» (интервью с Л. Зыкиной) — автор и режиссёр Л. Новожёнов
- 2000 — «Смак» — автор А. Макаревич. Людмила Зыкина рассказывает и готовит своё фирменное блюдо
- 2003 — «С любимыми не расставайтесь. Людмила Зыкина» — авторская программа С. Логинова
- 2004 — «Тайна таланта Людмилы Зыкиной»[143]
- 2004 — «Русский век» — авторская программа Андрея Караулова
- 2004 — «Людмила Зыкина» — телепрограмма из цикла «Линия жизни» ГТРК «Культура», «Центр имени Вс. Мейерхольда»[144]
- 2008 — «Людмила Зыкина. Застольные песни от главной». Программа «Пусть говорят»[145]
- 2008 — «Людмила Зыкина. Как не любить мне эту землю…» — ООО «БеМиС Продакшн» по заказу ОАО «Первый канал», реж. Г. Курлаев[146]
- 2009 — «Людмила Зыкина. Я люблю вас!» — студия музыкальных программ ГТРК «Культура», реж. С. Сидоренко[147]
- 2009 — «Людмила Зыкина. Судьба — быть народной!» — телекомпания «Вектор-Русь» по заказу ОАО «ТВ Центр», реж. И. Виленкина[148]
- 2009 — «Людмила Зыкина. Я недолюбила» — ООО «БеМиС Продакшн» по заказу ОАО «Первый канал», реж. Г. Курлаев[149]
- 2009 — «Передача „Доброе утро, Россия“» — юбилей Людмилы Георгиевны Зыкиной. С участием Валентины Толкуновой, Левона Оганезова, Зураба Соткилава
- 2009 — «Людмила Зыкина. Прощальное интервью» — ОАО «Телекомпания HTB»
- 2013 — «Людмила» — BFG Media Production, реж. А. Павловский. 8-серийный художественный биографический фильм[150]. Главную роль в сериале исполняют: Елена Дудина (от 17 до 32 лет), Вера Сотникова (от 30 лет)[151]
- 2013 — «Людмила Зыкина. Пока ещё не поздно»
- 2014 — «Бриллиантовый племянник Зыкиной» — телеканал НТВ[152]
- 2015 — «Частная история. Людмила Зыкина» — фильм документального цикла телеканала «Москва-Доверие»
- 2017 — «Последний день. Людмила Зыкина» — авторская программа Бориса Щербакова, телеканал «Звезда»
- 2017 — «Аллея Российской Славы. Людмила Зыкина». МТРК «Звезда Кубани»
- 2017 — «Легенды музыки. Людмила Зыкина» — истории самых любимых певцов, артистов и композиторов. Истории судеб, наполненных музыкой. Ведущая — Дарья Веста
- 2019 — «Людмила Зыкина. Опустела без тебя земля…» — Производство: «Красный квадрат», Первый телеканал
- 2019 — «Людмила Зыкина. Рождённые в СССР» — канал «Мир 24»
- 2020 — «Привет, Андрей! Вспоминаем Людмилу Зыкину. К 91-летию великой певицы»[153]
- 2020 — «Людмиле Зыкиной посвящается» — телеверсия концертной программы, которая состоялась в Государственном Кремлёвском Дворце[154]
- 2021 — «Тайная жизнь царицы русской песни. Зыкина» — четырёхсерийный документальный фильм телеканала «НТВ» из цикла «Основано на реальных событиях».

### Вокал в фильмах
- 1962 — «Течёт Волга» — в фильме исполнялась русская народная песня «Сронила колечко». Режиссёр — Яков Сегель[155]
- 1957 — «Дело было в Пенькове» — в фильме исполнялась песня «Огней так много золотых» (совместно с Екатериной Семёнкиной)[156]
- 1964 — «Сумка, полная сердец» — в фильме исполнялась песня «Калина во ржи»[157][158]
- 1967 — «Текут по России реки…» — в фильме исполнялись русские народные песни[159]
- 1971 — «Крестьяне» — в фильме исполнялась песня «Как не любить мне эту землю»[160]
- 2009 — «Течёт река Волга» — в фильме исполнялась песня «Течёт река Волга». Режиссёр — Алексей Борисов[161]

### Участие в фильмах
- 1970 — «Композитор Родион Щедрин» (документальный)
- 1975 — «Людмила Зыкина» (документальный)
- 2000 — «Людмила Зыкина. Я недолюбила» (документальный)
- 2004 — «То падаешь, то летишь». Виктор Боков (документальный)
- 2005 — «Фильм к 75-летию Патриарха Алексия II» (документальный)
- 2007 — «Пусть всегда буду я. Лев Ошанин» (документальный)
- 2010 — «Екатерина III» (документальный).

## Память
- Имя Людмилы Зыкиной носит Государственный академический русский народный ансамбль «Россия»[162].
- Консерватории в составе Краснодарского государственного института культуры присвоено имя певицы (2006).
- Мемориальная доска установлена в июне 2019 года в Москве на фасаде дома на Котельнической набережной, в котором жила певица[163].
- Мемориальная доска установлена в подмосковном доме отдыха «Архангельское», где певица проживала постоянно на даче с 1996 по июль 2009 год.
- Именем певицы назван астероид (4879) Зыкина[164][165].
- 20 мая 1999 года было принято распоряжение Правительства России о зачислении алмаза «Людмила Зыкина» массой 55,02 карата, находящегося в Госфонде России, в Алмазный фонд Российской Федерации[166][166][167][168].
- В 2011 году была выпущена почтовая марка России, посвящённая Л. Зыкиной.
- 1 июля 2012 года на Новодевичьем кладбище открыт памятник Л. Зыкиной. Авторы Ф. Согоян, М. Согоян[169][170].
- Имя Л. Зыкиной присвоено московской школе № 2012. Рядом со школой будет установлен памятник певице[171].
- В 1971 году в издательстве «Искусство» вышла книга очерков «Воображаемый концерт» о мастерах советской эстрады (1971), Ю. Дмитриев написал очерк о Зыкиной[172].
- Людмиле Зыкиной посвящён сериал «Людмила» (2013). В главной роли Вера Сотникова.
- В сериале «Фурцева» (2011) роль Зыкиной исполнила Елена Галибина.
- В телесериале «Брежнев» (2005) роль Зыкиной исполнила Ирина Основина.
- Именем Людмилы Зыкиной названа улица в городе Сасово (Рязанская область).
- Именем Людмилы Зыкиной названа улица в городе Ижевск (Удмуртия).
- На «Песне-2009» Сергеем Лазаревым была исполнена песня «Я люблю тебя, Россия» в память о Людмиле Зыкиной (Д.Тухманов — М.Ножкин).